# Kajaki (distrikt)
Kajaki är ett distrikt i Afghanistan. Det ligger i provinsen Helmand, i den centrala delen av landet, 400 kilometer sydväst om huvudstaden Kabul. Administrativ huvudort är Kajaki.
Distriktet beräknades år 2022 ha cirka 121 000 invånare.